# Cent Briques et des tuiles
Pour plus de détails, voir Fiche technique et Distribution.
Cent Briques et des tuiles est un film réalisé par Pierre Grimblat et sorti en 1965.

## Synopsis
Un petit gangster, Marcel a perdu au jeu toute la cagnotte gagnée par sa bande, soit 20 millions. Ses complices, les frères Shultz, lui donnent une semaine pour les rembourser, récupèrent les clefs de son appartement et le mettent à la porte. Marcel se retrouve aux Champs Élysées où il croise Étienne un ancien complice et ami qui lui propose de voler la recette des Galeries Lafayette soit 100 briques, 100 millions. Étienne et Marcel, comme un clin d’œil à Étienne Marcel, s'associent pour cela à Justin qui se déguise en père Noël. Avec la complicité du liftier du magasin le vol réussit, mais les billets sont mouillés par une fuite d'eau. C'est le début des tuiles.
Un groupe de jeunes apprentis voleurs qui vient de braquer un commerçant sans succès bouscule par mégarde Justin et récupère le butin. Après quelques péripéties la bande à Marcel reprend le butin dans la voiture du groupe de jeunes qui vient d'avoir un accident. Le problème maintenant est de décoller les billets qui avaient été mouillés et forment des liasses dures comme des briques. Pour cela la bande les fait bouillir puis sécher !

## Fiche technique
- Titre : Cent Briques et des tuiles
- Réalisation : Pierre Grimblat
- Scénario : Pierre Grimblat et Clarence Weff d'après le roman éponyme de ce dernier, publié en 1964.
- Décors : Raymond Gabutti
- Montage : Monique Isnardon et Robert Isnardon
- Photographie : Michel Kelber
- Musique : Charles Aznavour et Georges Garvarentz
- Pays de production :  France -  Italie
- Genre : Comédie et film de gangsters
- Durée : 90 minutes
- Date de sortie : France - 9 avril 1965

## Distribution
- Madeleine Barbulée : Limonade
- Jean-Claude Brialy : Marcel
- Michel Serrault : Méloune
- Roland Blanche : Curly
- Daniel Ceccaldi : le barman
- Pierre Clémenti : Raff le petit ami
- Sophie Daumier : Moune
- Dominique Davray : Poulaine
- Gabrielle Doulcet : la femme du gérant du magasin
- Bernard Fresson : un policier
- René Génin : un gérant de magasin
- Marie Laforêt : Ida
- Robert Manuel : Palmoni
- Jean-Pierre Marielle : Justin
- Paul Préboist : le cousin
- Albert Rémy : Étienne
- Jean-Pierre Rambal : le gérant du magasin
- Roger Trapp : un brigadier
- Renaud Verley : Charles
- Claude Mansard : le commissaire